# Spaced
Spaced je britský televizní sitcom, ke kterému napsal scénář Simon Pegg a Jessica Stevensonová a byl režírován Edgarem Wrightem. Je proslulý díky svým "rychlopalným" střihům, častým pop kulturním odkazům a vtipům, eklektické hudbě a občasnému surrealistickému a nezařaditelnému humoru. Obě dvě řady (každá po sedmi epizodách) byly vysílány v letech 1999 a 2001 na stanici Channel 4 a převysílán na začátku roku 2011 na stanicích More4 a Dave. Obě řady seriálu lze také vidět ve Velké Británii na stanici 4oD a ve Spojených státech amerických na stanici Hulu.

## Děj
Tim Bisley (Simon Pegg) a Daisy Ann Steinerová (Jessica Stevenson) jsou dva lidé z Londýna, kterým je přes dvacet a potkají se náhodou v kavárně při shánění bytu. Navzdory tomu, že se téměř neznají, spolčí se, aby se vydávali za mladý zodpovědný pár, protože je to nezbytné pro získání relativně levného bytu v osobité budově na 23 Meteor Street, Tufnell Park, který vlastní a zároveň obývá domácí Marsha Kleinová (Julia Deakinová). V budově je také Brian Topp (Mark Heap), excentrický konceptuální umělec, který žije a pracuje na svých rozmanitých dílech v přízemním bytě.[ep 1] Častým návštěvníkem je Timův nejlepší kamarád Mike Watt (Nick Frost), který skončí jako podnájemník po dceři Marshi, Amber Weary [se 2 ep 2] a nejlepší kamarádka Daisy, Twist Morganová (Katy Carmichaelová). Seriál se do velké míry zabývá pestrými a surrealistickými dobrodružstvími Tima a Daisy, také tím, jak se probíjí svými životy, rozhodnutími co chtějí dělat se svými životy, přes srdeční záležitosti a snahu přijít na nový a velice nevýnosný způsob, jak zabít čas.

## Hlavní postavy
Tim Bisley (Simon Pegg): Tim je často vidět se svým skateboardem, čokoládovými fazolkami a nebo se svým PlayStation ovladačem, je ctižádostivý umělecký komiksový grafik (jeho příjmení je pocta skutečnému komiksovému grafikovi Simonu Bisleymu), amatérský skateboardista, a vášnivý stoupenec kultu fikce v mnoha formách, včetně video her, science fiction a obzvláště — alespoň zpočátku[ep 3] — původní Star Wars trilogie. Je to spíše nabručená a popudlivá duše, rychle se podráždí při sebemenší provokaci, nejčastěji kvůli jeho přítelkyni Sarah, která mu zlomila srdce a odkopla ho po románku s Timovým kamarádem Duanem Benziem. V současné době píše a ilustruje grafický román o chlapci, sirotku, který byl nechtěně přeměněn v obrovského zmutovaného medvěda díky steroid "oxypheromalkahid" vytvořeným experimenty bláznivého doktora Mandraka.[ep 1] Tim se v současné době nepokouší prodat své práce, protože se obává toho, že se lidé budou smát jeho práci a jemu samotnému, jak je ukázáno i ve flashbacku, kde se ďábelsky vyhlížející muž (o kterém se později dovíme, že je to Damien Knox, redaktor Darkstar Comics[ep 2]) směje Timově práci. Traumatický incident z jeho dětství, který mu přivodil jeho fóbii ze psů, se snažil vyřešit terapií, ale místo toho zůstal vyděšený ze psů, bambusu a navíc z blesků.[ep 4] Pracuje jako asistent manažera v obchodě s komiksy "Fantasy Bazaar" po boku jeho manažera/vlastníka Bilba Bagshota.[ep 1] V druhé řadě, dostane svoji vysněnou práci jako komiksový grafik v Dark Star Comics.[ep 5] Tim neustále předvádí více pracovní etiky než Daisy ačkoli nepříznivá reakce na Twiglets ho učiní násilným.[ep 6]
Daisy Ann Stenier (Jessica Stevenson): Daisy je ctižádostivá spisovatelka, ačkoliv má sklon strávit většinu svého času vyhýbáním se jakémukoliv psaní — nebo kterékoli skutečné práci, na které záleží. Zatímco Tim je často nabručený a kyselý, Daisy je veselá, nadšená a radostná. Zároveň ale umí být agresivní a konfrontační. Považuje se za docela rozumnou, i když promovala jen na Kingstonské univerzitě s titulem humanitních věd, ze kterého dostala trojku.[ep 1] Má tendenci ke žvanění během konverzace, zasahování do problémů jiných lidí a jejich životů jako způsob, jak se vyhnout soustředění se na svoji práci a své vlastní problémy. Daisy věnuje hodně lásky (až v otřesně velkém měřítku) svému psu Colinu, miniaturnímu knírači, kterého zachránila od utracení.[ep 4] Tim se o něm žertovně zmiňuje, jako o jejich "dítěti" v druhé řadě seriálu.[ep 3]) Daisy má také vrozenou schopnost pro bojovné umění[ep 3] ačkoliv ho je nucena použít jen zřídka. Její největší přání bylo jet do Indie a vidět Tádž Mahal [ep 3]. Tento cíl si splnila mezi první a druhou řadou seriálu po tom co už skutečně publikovala některé své články[ep 9] (k jejímu výletu jí pomohly zděděné peníze od její zesnulé tety[ep 3]).
Marsha Klein (Julia Deakin): Marsha není nikdy viděna bez zapálené cigarety v jedné ruce a sklenicí červeného vína v ruce druhé. Kdysi byla slibná mladá atletka, ale s atletikou skončila potom co si zranila nohu [ep 10] a místo toho se stane fanynkou. Následovalo několik manželství, které skončily hořce a pubertální dcera, Amber Weary, se s ní neustále hádá. Vášnivě touží po Brianovi, přitažlivost, která má kořeny v mlhavé, vášnivé příhodě z minulosti, když se smlouva o pronájmu stala něčím více smyslným než obvykle. [ep 11] Je zcela nadšená, že má nové, mladé přátele, což je mírně nepříjemné, protože je jediná kdo neví, že Tim a Daisy nejsou ve skutečnosti pár.[ep 12]
Brian Topp (Mark Heep): Brian je podivínský umělec, který žije a pracuje v přízemním bytě. Je velmi stydlivý a bojácný, ačkoliv hlavní námět jeho děl je hněv, bolest, strach a agrese, ale podle jeho slov, je jeho dílo 'trochu více celistvější' než akvarely. Jeho umělecké sklony a sociální nepřizpůsobivost nejspíše pocházejí ze smrti jeho psa z dětství, Pom Poma, který vběhl pod nákladní auto když si hrál s Brianem[ep 4] (který ho oblékal do dobových kostýmu a fotografoval ho). Je zamilovaný do Twist a měli spolu vášnivý vztah do doby, kdy se ke konci druhé řady rozešli.[ep 13] Navzdory tomu je jeho sexualita poněkud komplikovaná a v seriálu jsou na ní často narážky, protože se chvílemi zdá nerozhodnutý. Když se ho Tim přímo zeptal, jestli je gay, odpověděl že není, ale z jeho chování se dá odhadnout, že si myslí, že by měl být.[ep 1] Na začátku první řady má silný odpor k modernímu umění, ale na konci druhé řady překoná svoje podceňování a hrdě ukazuje jeho abstraktní portrét Twist na veřejnosti.[ep 12] Postava Briana byla původně napsaná pro Juliana Barratta, který předtím pracoval s Wrightem, Peggem a Stevensonovou na jejich předchozím seriálu Asylum. Barratt však byl neschopen zahrát roli a tak místo něho byl obsazen Mark Heap.
Mike Watt (Nick Frost): Mike je Timův nejlepší kamarád. Nesmírně si přeje, aby se dostal do Britské armády, ale naneštěstí je nezpůsobilý kvůli poškození sítnice, které si přivodil při nehodě z dětství když skočil ze stromu potom co ho k tomu "vyhecnul" Tim,[ep 9] a tak se musel místo toho spokojit s členstvím v Územní armádě. Mike byl vyhozen Územní armády, protože ukradl náčelníkův tank a pokusil se napadnou Paříž.[ep 9] Při výslechu se odhalilo, že jeho plán na invazi protože se cestou zastavil v Euro Disney a byl dopadnut na Vesmírné hoře. Mikovi je povoleno znovupřijetí, [ep 9] a to dokonce na seržanta.[ep 13] Mike chrání Tima navzdory jeho vojenským zálibám. Mike je milý a starostlivý jedinec, který je těžce citově zraněn, když zůstane mimo Timovu pozornost když Tim začne chodit se Sophii.[ep 5] Postava Mika byla založena na opakujících se vtipech mezi Simonem Peggem a Nickem Frostem (kteří jsou nejlepší přátele i ve skutečnosti). Při psaní Spaced zahrnul Pegg tuto postavu a přemluvil Edgara Wrighta obsadit Frosta.

## Ocenění
Spaced byl v roce 2000 a 2002 nominován na televizní cenu Britské akademie za situační komedii. Jessica Stevensonová vyhrála cenu British Comedy v roce 1999 a 2001 za nejlepší TV komediální herečku. Simon Pegg byl nominován v roce 1999 na cenu British Comedy za Nejlepší mužský komediální objev) a seriál byl nominován ve stejný rok na cenu British Comedy za Nejlepší TV Sitcom. Druhá řada seriálu byla nominována na cenu International Emmy v roce 2001 za Populární umění.